# Adonis distorta
Adonis distorta är en ranunkelväxtart som beskrevs av Michele Tenore. Adonis distorta ingår i släktet adonisar, och familjen ranunkelväxter. Inga underarter finns listade i Catalogue of Life.